# Molna masa
Molna masa (M)  je omjer mase i množine tvari a izražava se u gramima po molu (g/mol):
{\displaystyle M={\frac {m}{n}}}
Molna masa neke tvari je masa 1 mola te tvari, odnosno masa čestice te tvari (ma = masa atoma, m f = masa molekule),
pomnožena Avogadrovom konstantom (NA):
{\displaystyle M={m_{a}}\cdot {N_{A}}}
{\displaystyle M={m_{f}}\cdot {N_{A}}}
{\displaystyle N_{A}=6,022\cdot 10^{23}\quad mol^{-1}}
Molna masa bilo koje tvari sadrži Avogadrov broj jedinki (atoma, iona, molekula), dakle N = 6,022*1023 jedinki.
Molna masa je brojčano jednaka relativnoj atomskoj masi za atome i relativnoj molekulskoj masi za molekule uz dodatak jedinice g/mol:
{\displaystyle M=A_{r}\quad \mathrm {g/mol} }
{\displaystyle M=M_{r}\quad \mathrm {g/mol} }
Molna masa je stalan i važan podatak za svaku elementarnu tvar ili spoj te se nalazi ispisan na naljepnici posude u kojoj se čuva.

## Primjeri

### Molna masa klora:
{\displaystyle M\mathrm {(Cl_{2})=?} \qquad M\mathrm {(Cl_{2})=[2A_{r}(Cl)]\ g/mol=[2\cdot 35,45]\ g/mol=70,90\ g/mol} }

### Molna masa ugljikova dioksida:
{\displaystyle M\mathrm {(CO_{2})=?} \qquad M\mathrm {(CO_{2})=[A_{r}(C)+2A_{r}(O)]\ g/mol=[12,0111+2\cdot 15,9994]\ g/mol=44,0099\ g/mol} }

### Molna masa modre galice
{\displaystyle M\mathrm {(CuSO_{4}\cdot 5H_{2}O)=?} \qquad M\mathrm {(CuSO_{4}\cdot 5H_{2}O)=[A_{r}(Cu)+A_{r}(S)+9A_{r}(O)+10A_{r}(H)]\ g/mol=249,685\ g/mol} }